# Michael Cerveris
Michael Cerveris (Bethesda (Maryland), 6 november 1960) is een Amerikaans acteur.

## Biografie
Cerveris werd geboren in Bethesda (Maryland) en groeide op in Huntington (West Virginia). Hij heeft gestudeerd aan de Phillips Exeter Academy in Exeter (New Hampshire) waar hij in 1979 zijn diploma haalde. Hierna ging hij studeren aan de Yale-universiteit in New Haven (Connecticut) waar hij in 1983 cum laude slaagde in theaterwetenschap en stem. 

## Filmografie

### Films
Uitgezonderd korte films.
- 2018 Ant-Man and the Wasp - als Elihas Starr
- 2016 Detours - als Bob O'Connor
- 2014 Leaving Circadia – als Reece
- 2011 Nine Lives: A Musical Adaptation Live – als John / Joann Guidos
- 2010 Stake Land – als Jededia Loven
- 2010 Meskada – als Terrence Lindy
- 2009 Cirque du Freak: The Vampire's Assistant – als mr. Tiny
- 2009 Brief Interviews with Hideous Men – als verdachte nr 15
- 2004 Temptation – als Pablo
- 2001 The Mexican – als Frank
- 1998 Lulu on the Bridge – als man in restaurant
- 1992 A Woman, Her Men, and Her Futon – als Paul
- 1991 Rock 'n' Roll High School Forever – als Eaglebauer
- 1991 Steel and Lace – als Daniel Emerson
- 1990 Strangers – als John Reece
- 1988 Doubletake – als Gary Prine

### Televisieseries
Uitgezonderd eenmalige gastrollen.
- 2022-2023 The Gilded Age - als Watson - 14 afl.
- 2021 Billions - als Drew Moody - 2 afl.
- 2020-2021 Evil - als duivel therapeut - 3 afl.
- 2019 The Blacklist - als Victor Skovic - 3 afl.
- 2019 Mindhunter - als adjunct-directeur Gunn - 6 afl.
- 2016-2019 Madam Secretary - als congreslid Jeff Pearson - 2 afl.
- 2018 Mosaic - als Tom Davis - 6 afl.
- 2017 Gotham – als professor Pyg – 5 afl
- 2014-2015 The Good Wife – als James Castro – 10 afl.
- 2011-2013 Treme – als Marvin Frey – 10 afl.
- 2008-2013 Fringe – als The Observer / September – 40 afl.
- 2002 The American Embassy – als Gary Forbush – 6 afl.
- 1986-1987 Fame – als Ian Ware – 24 afl.

## TheaterwerkBroadway
- 2012-2013 Evita – musical – als Perón
- 2009-2010 In the Next Room – toneelstuk – als Dr. Givings
- 2009 Hedda Gabler – toneelstuk – als Jorgen Tesman
- 2007-2008 Cymbeline – toneelstuk – als Posthumus Leonatus
- 2007 Lovemusik – musical – als Kurt Weill
- 2005-2006 Sweeney Todd – musical – als Sweeney Todd
- 2004 Assassins – musical – als John Wilkes Booth
- 1997-1999 Titanic – musical – als Thomas Andrews
- 1993-1995 The Who's Tommy – musical – als Tommy

- Biblioteca Nacional de España: XX5248765
- Gemeinsame Normdatei: 134839935
- International Standard Name Identifier: 0000 0001 1934 4522
- Library of Congress Control Number: nr97037115
- MusicBrainz: 8eaa56bc-9c7e-46a0-a413-8b8793f8557b
- Nationale Bibliotheek van Israël: 987007443803405171
- SNAC: w6d262p9
- Système universitaire de documentation: 190230541
- Virtual International Authority File: 51598802
- WorldCat: E39PBJcGq3xxdhbmR8JJX6FdwC